# کوین الدن
کوین الدن (انگلیسی: Kevin Eldon؛ زادهٔ ۲ اکتبر ۱۹۵۹) بازیگر و کمدین اهل بریتانیا است.
از فیلم‌ها یا مجموعه‌های تلویزیونی که وی در آن‌ها نقش داشته‌است، می‌توان به سَـندیتون، چارلی و کارخانه شکلات‌سازی، هوگو، پلیس خفن، آرتور کریسمس، در، ایست‌واچ، اسکینز، فانلند و ارتش بابا اشاره نمود.